# キャント・ビー・テイムド〜ワタシ革命〜
『キャント・ビー・テイムド〜ワタシ革命〜』（Can't Be Tamed）は、アメリカ合衆国の歌手、マイリー・サイラスの2枚目のアルバム。2010年6月23日日米同時発売。

## 概要
- 『ブレイクアウト』以来となるオリジナル・アルバム。
- 4曲目のポイズンのカヴァー曲「エヴリ・ローズ・ハズ・イッツ・ソーン 」以外、本人が作詞・作曲に携わっている。
- 日本盤のみCD-EXTRA仕様で、「キャント・ビー・テイムド〜ワタシ革命〜」のPVを収録。
- デラックス・エディションはCD＋DVD仕様である。90分に及ぶDVDには全56公演70満員を動員したワールド・ツアー「Wonder World Tour」の中から、2009年12月観客動員数1位の記録を樹立したロンドンO2アリーナで行われたライヴ映像やインタビュー映像を収録。
- 予約・購入者特典として、一部店舗を除いた全国のCDショップで「マイリー・サイラス特製ICカード・ステッカー」が先着でプレゼントされた[1]。また、アルバム購入者の中から抽選で「Wonder World TOUR」で販売されていたマイリー特製バンダナを500名にプレゼントされる。

## 収録曲
CD
1. リバティ・ウォーク / Liberty Walk
2. フー・オウンズ・マイ・ハート / Who Owns My Heart
3. キャント・ビー・テイムド～ワタシ革命～ / Can't Be Tamed
11thシングル
4. エヴリ・ローズ・ハズ・イッツ・ソーン / Every Rose Has Its Thorn
5. トゥ・モア・ロンリー・ピープル / Two More Lonely People
6. フォーギヴネス・アンド・ラヴ / Forgiveness And Love
7. パーマネント・ディセンバー / Permanent December
8. ステイ / Stay
9. スカーズ / Scars
10. テイク・ミー・アロング / Take Me Along
11. ロボット / Robot
12. マイ・ハート・ビーツ・フォー・ラヴ / My Heart Beats For Love

DVD
マイリー・サイラス　ライヴ・アット・ザO2（#1〜#19 ライヴ映像）
1. ブレイクアウト / Breakout
2. スタート・オール・オーヴァー / Start All Over
3. 7シングス / 7 Things
4. キッキング・アンド・スクリーミング / Kicking And Screaming
5. ボトム・オヴ・ザ・オーシャン / Bottom Of The Ocean
6. フライ・オン・ザ・ウォール / Fly On The Wall
7. クレイジーになろう / Let's Get Crazy
8. ホーダウン・スローダウン / Hoedown Throwdown
9. ディーズ・フォー・ウォールズ / These Four Walls
10. ホエン・アイ・ルック・アット・ユー / When I Look At You
11. オブセスト / Obsessed
12. スポットライト / Spot Light
13. ガールズ・ナイト・アウト / GNO
14. アイ・ラヴ・ロックンロール / I Love Rock'n Roll
15. パーティー・イン・ザ・U.S.A. / Party In The U.S.A.
16. ホヴァリング / Hovering
17. シンプル・ソング / Simple Song
18. シー・ユー・アゲイン / See You Again
19. ザ・クライム / The Climb
20. ロンドン オフショット映像